# 산업 가스

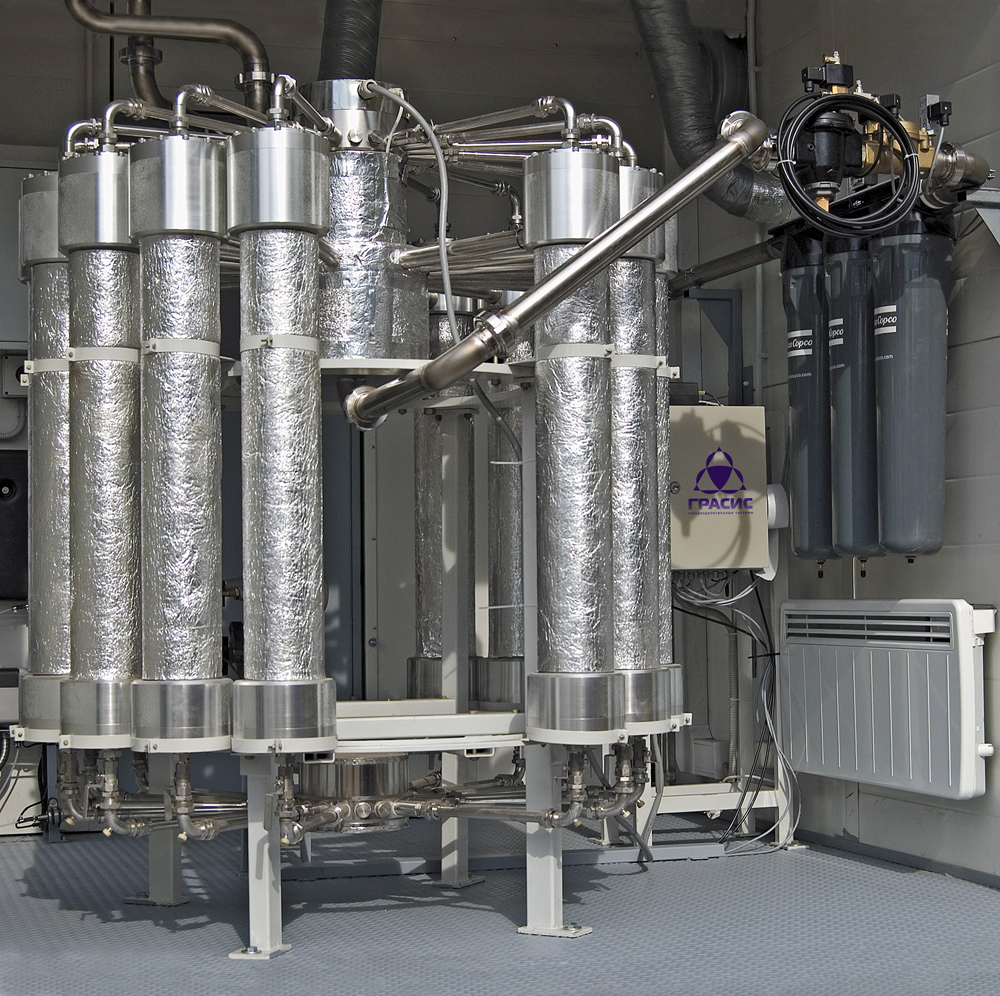
멤브레인법 질소생산기.

산업 가스(Industrial gas)는 산업에서 사용하기 위해 제조되는 기체들을 의미한다. 이에 해당하는 가스로는 질소, 산소, 이산화 탄소, 아르곤, 수소, 헬륨, 아세틸렌이 대표적이며 그 외에도 산업에서 쓰이는 여러 화합물 및 혼합물 기체가 이에 해당한다. 화학공업에서 산업 기체 제조업을 다루며 보통 기체 제조업은 특수화학제품으로 간주되기도 한다.

## 같이 보기
- 화학공학자
- 저온물리학
- 가스용기
- 수소경제
- 수소저장
- 액화 공기